# Sophie Rois
Sophie Rois (* 1. Juni 1961 in Linz, Oberösterreich) ist eine österreichische Schauspielerin.

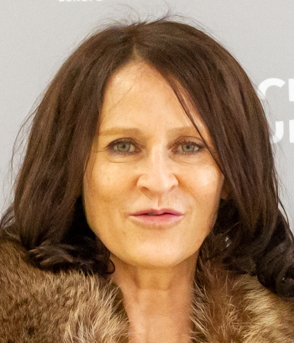
Sophie Rois (2022)

## Leben und Werk
Rois wuchs in Ottensheim auf und machte im dortigen Lebensmittelgeschäft ihrer Eltern eine Lehre zur Lebensmitteleinzelhandelskauffrau.

### Ausbildung und Theater
Rois absolvierte ihre Schauspielausbildung von 1983 bis 1986 am Max Reinhardt Seminar in Wien.
Ab 1987 hatte Sophie Rois Engagements in Berlin, zunächst am Renaissance-Theater, am Theater der Freien Volksbühne und am Schillertheater. Seit 1993 gehörte sie dem Ensemble der Volksbühne am Rosa-Luxemburg-Platz an, dort wirkte sie in zahlreichen Inszenierungen von Christoph Schlingensief, Christoph Marthaler, Frank Castorf (Pension Schöller, Die Dämonen, Des Teufels General) und zuletzt meist René Pollesch mit. In Inszenierungen Polleschs und Castorfs gastierte sie auch am Burgtheater in Wien. 1998 spielte sie die Buhlschaft in Hofmannsthals Jedermann bei den Salzburger Festspielen.
Nach der Ernennung von Chris Dercon als Intendant reichte sie im Dezember 2017 ihre Kündigung bei der Berliner Volksbühne ein. Zur gleichen Zeit wurde Rois für ihre Darstellung der Hexe in der Volksbühnen-Inszenierung von Faust. Der Tragödie zweiter Teil der Gertrud-Eysoldt-Ring zuerkannt, den sie am 17. März 2018 feierlich erhielt. Die Jury würdigte „ihr langjähriges Bekenntnis zum Ensembletheater an der Berliner Volksbühne“ und attestierte der Schauspielerin „Professionalität, inhaltliche Unbestechlichkeit und ungeheuren Spielwitz“. Thomas Oberender hielt die Laudatio. Zwischen 2018 und 2022 gehörte sie dem Ensemble des Deutschen Theater Berlin an, wo sie wieder mit René Pollesch zusammen arbeitete. Seit der Spielzeit 2022/2023 gehört Rois wieder zum Ensemble der Volksbühne. Dort spielt sie für die NV-Bühne-Höchstgage eine Premiere pro Spielzeit (2022/2023: Mein Gott Herr Pfaffer, 2023/24 Das Leben ein Traum).

### Film und Fernsehen
Ihre erste größere Rolle hatte Sophie Rois in Detlev Bucks Roadmovie Wir können auch anders … als Dorfkneipenwirtin Nadine. Bis Ende der 1990er-Jahre hatte sie verschiedene Rollen in Film- und Fernsehproduktionen, unter anderem in Der kalte Finger, Engelchen, Der Hauptmann von Köpenick und Die Siebtelbauern.
In der Krimi-Fernsehreihe Tatort stellte Rois Roxane Aschenwald dar, die den Tatort-Kommissar Moritz Eisner in seinem vierten Fall Passion (1999) und seinem sechsten Fall Böses Blut (2001) unterstützte. In dem 2001 angelaufenen Fernseh-Dreiteiler von Heinrich Breloer Die Manns – Ein Jahrhundertroman verkörperte Rois Thomas Manns Tochter Erika. In der Schwarzen Komödie Fräulein Phyllis, Regie: Clemens Schönborn, von 2004 war sie in der Hauptrolle besetzt. 2008 war Rois in Ina Weisses Spielfilmdebüt, dem Filmdrama Der Architekt, in der Rolle der Hannah zu sehen.
Rois erhielt für ihre Darstellung der Hanna Blum eine Nominierung für den Deutschen Filmpreis 2011 als Hauptdarstellerin im Film Drei von Tom Tykwer. 2012 war sie als Kriminalhauptkommissarin Tamara Rusch im Polizeiruf 110 in Die Gurkenkönigin als Schwangerschaftsvertretung von Kriminalhauptkommissarin Olga Lenski alias Maria Simon zu sehen. In dem Filmdrama Zum Geburtstag, Regie Denis Dercourt, verkörperte Rois 2013 die Rolle der Yvonne. Im Tatort: Der Irre Iwan (2015) war sie als Rita Eisenheim in der Rolle der Täterin zu sehen.

### Tätigkeit als Sprecherin
2004 und 2005 sprach sie im vom Hörverlag und dem Hessischen Rundfunk produzierten Hörspiel Otherland den Charakter Renie Sulaweyo. Seit 2005 liest sie Hörgeschichten für die Kinder-Hörfunksendung Ohrenbär. Sie lieh ihre Stimme der Zeichentrickfigur Molly Monster sowohl im Kinofilm Molly Monster – Der Film von 2015 als auch in der Reihe Die kleine Monsterin, die in der Kindersendung Unser Sandmännchen läuft.
2016 wurde Sophie Rois mit dem Deutschen Hörbuchpreis in der Kategorie Beste Interpretin für ihre Lesung von Baba Dunjas letzte Liebe von Alina Bronsky (tacheles! / ROOF Music) ausgezeichnet.
Seit 2017 ist Sophie Rois Mitglied der Akademie der Künste Berlin.

## Filmografie (Auswahl)

### Kino
- 1993: Wir können auch anders …
- 1995: Unter der Milchstraße
- 1996: Kondom des Grauens
- 1996: Der kalte Finger
- 1996: Engelchen
- 1996: Die totale Therapie
- 1997: Die 120 Tage von Bottrop
- 1997: Weihnachtsfieber
- 1998: Liebe Deine Nächste!
- 1999: Die Siebtelbauern
- 2001: Duell – Enemy at the Gates (Enemy at the Gates)
- 2003: liegen lernen
- 2004: Fräulein Phyllis
- 2004: Sergeant Pepper
- 2008: Der Architekt
- 2010: 180°
- 2010: Drei
- 2013: Zum Geburtstag
- 2014: Der Anständige
- 2016: Burg Schreckenstein
- 2017: Burg Schreckenstein 2 – Küssen (nicht) verboten
- 2017: Glück ist nichts für Weicheier
- 2019: Ein verborgenes Leben (A Hidden Life)
- 2019: Weitermachen Sanssouci (Regie: Max Linz)
- 2021: Die Schule der magischen Tiere
- 2022: A E I O U – Das schnelle Alphabet der Liebe
- 2022: Die Schule der magischen Tiere 2
- 2024: Berlin Nobody
- 2024: Die Schule der magischen Tiere 3

### Fernsehen
- 1990: Hopnick (Kurzfilm)
- 1991: Ostkreuz
- 1997: Die Rechte der Kinder
- 1997: Der Hauptmann von Köpenick
- 1997: Polizeiruf 110: Der Tausch
- 1998: Kreuzfeuer
- 2000: Tatort: Passion
- 2001: Die Manns – Ein Jahrhundertroman
- 2001: Tatort: Böses Blut
- 2004: Ich will laufen – Der Fall Dieter Baumann
- 2005: Die Patriarchin
- 2005: Trautmann – Bumerang
- 2006: Die Rosenheim-Cops – Auf Eis gelegt
- 2007: Ohne einander
- 2008: Patchwork
- 2008: Mord mit Aussicht – Fingerübungen
- 2009: Kinder des Sturms
- 2009: Böses Erwachen
- 2012: Polizeiruf 110: Die Gurkenkönigin
- 2012: Nachtschicht – Geld regiert die Welt (Filmreihe)
- 2015: Tatort: Der Irre Iwan
- 2015: Der Kriminalist  – Kleine Schritte
- 2016: Der mit dem Schlag
- 2019: M – Eine Stadt sucht einen Mörder (Fernsehserie)
- 2020: Eltern mit Hindernissen
- 2020: Barbaren (Fernsehserie)
- 2021: Ich und die Anderen (Fernsehserie)
- 2021: Legal Affairs
- 2024: Zeit Verbrechen (Miniserie, Folge Love by Proxy)

## Theater (Auswahl)

### Volksbühne Berlinbis 1993–2017
- 2006: L'affaire Martin! Occupe-toi de Sophie. Par la fenêtre, Caroline! Le mariage de Spengler. Christine est en avance, Text und Regie: René Pollesch[12]
- 2007: Diktatorengattinnen I, Text und Regie: René Pollesch[13]
- 2007: Hallo Hotel Nachtportier!, Text und Regie: René Pollesch[14]
- 2007: Emil und die Detektive nach Erich Kästner, Regie Frank Castorf[15][16]
- 2008: Fuck off, Amerika nach Eduard Limonow, Regie: Frank Castorf[17]
- 2009: Ein Chor irrt sich gewaltig, Text und Regie: René Pollesch[18]
- 2009: Gute Nacht, du falsche Welt von Puschkin, Schikaneder und Troike, Regie: Gero Troike[19]
- 2010: Der Kaufmann von Berlin von Walter Mehring, Regie: Frank Castorf[20]
- 2010: Die Kameliendame nach Alexandre Dumas, Regie: Clemens Schönborn[21]
- 2011: Die spanische Fliege von Franz Arnold und Ernst Bach, Regie: Herbert Fritsch[22][23]
- 2011: Der Spieler von Fjodor Dostojewski, Regie: Frank Castorf[24]
- 2012: Der Geizige von Molière, Regie: Frank Castorf[25]
- 2013: Das Duell von Anton Tschechow, Regie: Frank Castorf[26]
- 2014: House of Sale, Text und Regie: René Pollesch[27]
- 2014: Ach, Volk, du obermieses von Jürgen Kuttner und André Meier, Regie: Jürgen Kuttner[28]
- 2015: Die Bismarck!, Regie: Christian Filips[29]
- 2017: Faust nach Johann Wolfgang von Goethe, Regie: Frank Castorf[30][31]

### Gastengagements
- 2008: Die Zofen von Jean Genet, Regie: Luc Bondy, Wiener Festwochen[32]
- 2008: Fantasma, Text und Regie: René Pollesch, Burgtheater Wien[33]
- 2010: Medea nach Euripides, Regie: Clemens Schönborn, Centraltheater Leipzig[34]
- 2010: Mädchen in Uniform, Text und Regie: René Pollesch, Deutsches Schauspielhaus Hamburg[35]
- 2012: Neues vom Dauerzustand, Text und Regie: René Pollesch, Deutsches Schauspielhaus Hamburg[36]
- 2016: Bühne frei für Mick Levčik, Text und Regie: René Pollesch, Schauspielhaus Zürich[37]
- 2018: Hello, Mister MacGuffin!, Text und Regie: René Pollesch, Schauspielhaus Zürich[38]

### Deutsches Theater Berlin2018–2022
- 2018: Cry Baby, Text und Regie: René Pollesch[39][40]
- 2021: Goodyear, Text und Regie: René Pollesch[41][42]
- 2022: Liebe, einfach außerirdisch, Text und Regie: René Pollesch[43]

## Hörspiele (Auswahl)
- 1996: Heiner Müller: Ajax zum Beispiel, Regie: Wolfgang Rindfleisch (DLF/MDR)
- 2001: Elwyn Brooks White: Wilbur und Charlotte – Regie: Andrea Otte (Kinderhörspiel – SWR)
- 2002: Christoph Schlingensief: Rosebud, Regie: Christoph Schlingensief (WDR)
- 2002: Christine Angot: Inzest, Regie: Annette Kurth (WDR)
- 2002: Thilo Reffert: Hellas Sonntag (MDR)
- 2003: Dylan Thomas: Unter dem Milchwald (Mrs. Dai: Brot Zwei) – Regie: Götz Fritsch (Original-Hörspiel – MDR)
- 2004: Agnieszka Lessmann: Cobains Asche, Regie: Walter Adler (SWR)
- 2005: Tad Williams: Otherland, Regie: Walter Adler (HR)
- 2011: Elfriede Jelinek: Neid. Hörspiel in zehn Teilen mit Sophie Rois und Elfriede Jelinek. Regie: Karl Bruckmaier (BR/Hörspiel und Medienkunst 2011).
- 2013: Clemens Schönborn: Die Kameliendame, (WDR)
- 2013: Händl Klaus: Eine Schneise, Regie: Erik Altorfer (WDR)
- 2013: Sarah Khan: Die Gespenster von Berlin (Nachbarin) – Regie: Clemens Schönborn (RBB)
- 2013: Wilhelm Speyer: Charlott etwas verrückt – Regie: Moritz von Rappard (RBB)
- 2013: Tzimon Barto: Dots Fahrt im Leichenwagen – Regie: Christiane Ohaus (Hörspiel – NDR)
- 2020: Jane Austen: Mansfield Park (Erzählerin) – Bearbeitung und Regie: Iris Drögekamp (Hörspielbearbeitung – HR/SWR/Der Hörverlag)

## Hörbücher (Auswahl)
- Djuna Barnes: Eine Nacht mit den Pferden 2001
- Christine Angot: Inzest 2002
- A. L. Kennedy: Ein makelloser Mann 2002
- Connie Palmen: Die Freundschaft 2002. ISBN 978-3-89830-971-4
- E. B. White: Wilbur und Charlotte 2002. ISBN 978-3-89813-191-9
- George Sand und Alfred de Musset: Die Liebe ist schrecklich wie der Tod (mit Volker Hanisch) 2004. ISBN 978-3-455-32024-4
- Ermanno Cavazzoni: Kurze Lebensläufe der Idioten 2005
- Mo Hayder: Tokio 2005, Random House Audio Köln, gekürzt 6 CDs 474 Min, ISBN 3-86604-010-5
- Dylan Thomas: Unter dem Milchwald (mit Harry Rowohlt) 2005. ISBN 978-3-89940-492-0
- Virginia Woolf oder ich spüre, ich werde wahnsinnig (mit Bernd Sucher) 2005. ISBN 978-3-87024-034-9
- Vita Andersen: Petruschkas Lackschuhe 2006
- Sibylle Berg: Und ich dachte, es sei Liebe (mit Hannelore Hoger) 2006
- Charlotte Brontë: Jane Eyre 2006
- Émilie du Châtelet: Herzrasen 2006
- Chris Cleave: Lieber Osama 2006
- Annette von Droste-Hülshoff: Die schönsten Gedichte 2006
- Patricia Highsmith: Der Schneckensammler / Die Heldin (SZ Bibliothek der Erzähler) 2006
- Joachim Hoell: Ingeborg Bachmann 2006
- Gertrud Kolmar: Susanna 2006
- Riverbend: Bagdad burning (mit Julia Jentsch) 2006
- Gustave Flaubert: Madame Bovary 2007
- Carlo Fruttero und Franco Lucentini: Der Liebhaber ohne festen Wohnsitz 2007
- Christine Grän: Heldensterben 2008
- Italienische Weihnachten. Die schönsten Geschichten, gesammelt von Klaus Wagenbach, Düsseldorf, Patmos, 2008. ISBN 978-3-491-91278-6.
- Patti Smith: Just Kids – Die Geschichte einer Freundschaft 2010 (tacheles!/Roof Music). ISBN 978-3-941168-35-0.
- Alina Bronsky: Die schärfsten Gerichte der tatarischen Küche 2010 (tacheles!/Roof Music). ISBN 978-3-941168-48-0.
- Virginia Woolf: Skizze der Vergangenheit 2013 (Hessischer Rundfunk). ISBN 978-3-8398-1237-2.
- Alina Bronsky: Baba Dunjas letzte Liebe 2015 (tacheles!/Roof Music). ISBN 978-3-86484-301-3[44]
- Christine Lavant: Das Wechselbälgchen 2015 (Mandelbaum). ISBN 978-3-85476-479-3.
- Alina Bronsky: Der Zopf meiner Großmutter 2019 (tacheles!/Roof Music). ISBN 978-3-86484-527-7.
- Nell Zink: Sister Europe 2025 (tacheles!/Roof Music). ISBN 978-3-86484-849-0.

## Auszeichnungen
- 2002: Adolf-Grimme-Preis für die Rolle der Erika Mann im Fernseh-Mehrteiler Die Manns – Ein Jahrhundertroman
- 2004: Nominierung für den Nestroy-Theaterpreis in der Kategorie „Beste Schauspielerin“
- 2006: Deutscher Hörbuchpreis in der Kategorie „Beste Interpretation“ für das Hörbuch Jane Eyre von Charlotte Brontë[45]
- 2009: Deutscher Filmpreis als „Beste Nebendarstellerin“ im Spielfilm Der Architekt
- 2010: Deutscher Theaterpreis Der Faust für die darstellerische Leistung als Manuela in René Polleschs Mädchen in Uniform – Wege aus der Selbstverwirklichung
- 2010: Bayerischer Filmpreis als „Beste Darstellerin“ für Drei
- 2010: Preis der deutschen Filmkritik als „Beste Darstellerin“ für Drei
- 2011: Deutscher Filmpreis als „Beste Hauptdarstellerin“ im Spielfilm Drei[46]
- 2012: Theaterpreis Berlin „für ihre herausragenden Verdienste um das deutschsprachige Theater“
- 2012: Schauspielerin des Jahres
- 2014: Chevalier des Arts et des Lettres[47]
- 2016: Deutscher Hörbuchpreis in der Kategorie „Beste Interpretin“ für das Hörbuch Baba Dunjas letzte Liebe von Alina Bronsky[48]
- 2017: Aufnahme in die Berliner Akademie der Künste[49]
- 2017 Gertrud-Eysoldt-Ring für die Rolle als Hexe in Faust. Der Tragödie zweiter Teil an der Volksbühne Berlin[50]
- 2020 Deutscher Schauspielpreis in der Kategorie Starker Auftritt in Rampensau
- 2025: Bundesverdienstkreuz am Bande[51]